# Beratsimanana
Beratsimanana is een plaats en commune in het noordwesten van Madagaskar, behorend tot het district Maevatanana, dat gelegen is in de regio Betsiboka. Tijdens een volkstelling in 2001 telde de plaats 8.010 inwoners.
De plaats biedt enkel lager onderwijs aan. 80 % van de bevolking werkt als landbouwer en 20 % houdt zich bezig met veeteelt. De belangrijkste landbouwproducten zijn rijst en pinda's; andere belangrijke producten zijn zoete aardappelen en tabak.